# 10-cm-Feldhaubitze M. 14
Die 10-cm-Feldhaubitze M. 14 war ein für die K.u.K. Armee entwickeltes Geschütz, das von Škoda ab Ende 1914 gefertigt wurde.

## Entwicklung
Die K.u.K. Armee hatte einen kommenden Konflikt vorausgesehen und bereits vor Beginn des Ersten Weltkrieges damit begonnen, nach einem Ersatz für die veraltete 10-cm-Feldhaubitze M.99 zu suchen. Sowohl Böhler als auch Skoda reichten Entwürfe ein, die beide eine Verbesserung der Ausrüstung darstellten. Die zuständige Kommission entschied sich für den Böhler-Entwurf. Doch als der Krieg begann, mussten schnell Geschütze produziert werden, Škoda war in der Lage zu liefern, bei Böhler gab es Probleme.
So wurde Škoda zum Lieferanten des Standardgeschützes der K.u.K. Feldartillerie.

## Technik
Die geographischen Gegebenheiten des Herrschaftsbereiches der K.u.K. Monarchie forderten von jedem Geschütz dieser Klasse die Option die Waffe zu zerlegen und in Traglasten für Packtiere umzuwandeln. Die 10 cm Feldhaubitze M. 14 bildete hierbei keine Ausnahme, wenngleich mit dem gleichen Rohr in der Folge noch eine Gebirgshaubitze, die 10-cm-Gebirgshaubitze M. 16, entwickelt wurde.
Der Gesamtentwurf verzichtete auf innovative Aspekte. Das Rohr aus Bronze hatte 36 Züge mit einem Rechtsdrall und der Verschluss war ein horizontaler Keilverschluss. Das Rohr hatte drei optisch auffällige Verstärkungsringe. Auch bei der Rohrbremse griff man auf ein bewährtes hydro-pneumatisches Konzept zurück. Geschoss und Kartusche wurden getrennt geladen, wobei regulär 5 Ladungen und maximal eine zusätzliche Ladung verwendet wurden. Abgefeuert wurde die Waffe mit einem Wiederspannungsabzug, der durch eine mechanische Sperre blockiert war, solange der Verschluss nicht vollständig geschlossen war.
Der Unterbau der Oberlafette war aus vernietetem Stahlblech in D-Form und unter dem Rohr lag geschützt die hydraulische Rücklaufbremse mit dem Federpuffer und der Einstellvorrichtung für diesen Mechanismus. An der Wiege der Oberlafette, die auf der Unterlafette sitzt, waren die Handräder für das seitliche Richten und das Richten in der Höhe montiert. Der Lafettenschwanz bestand aus zwei langen genieteten Blechen, welche durch Querträger und am Ende durch eine Platte verbunden waren. Das M. 15 hatte eine Spurweite von 1,55 m und Räder mit einem Durchmesser von 1,3 m mit zwölf Speichen.
Der Schutzschild des M. 14 hatte einen Hauptschild, mit zwei Teilschilden oben und einer weiteren Platte am unteren Ende. Da zwei Soldaten der Mannschaft auf dem Geschütz mitfuhren, gab es einen „Kotflügel“, um die Mannschaft zu schützen.
Als modernisierte Kraftzug-Variante der italienischen Variante TM (Traino Meccanico) erhielten die Geschütze Stahlblechräder und eine Federung, um die Geschütze direkt an die Zugmaschine anzuhängen.

## Einsatz
Die 10 cm Feldhaubitze M. 14 wurde ab Frühjahr 1915 die Standardbewaffnung der Feldhaubitz-Regimenter der Österreich-Ungarischen Armee. Jedes Feldhaubitz-Regiment bestand aus 4 Batterien mit je 6 Geschützen, also 24 Geschütze pro Regiment. In der Regel wurde jeweils ein solches Regiment und drei Feldkanonen-Regimenter einem Armeekorps unterstellt. Im Verlauf des Jahres 1915 wurde die Organisation verändert und die Feldhaubitz-Regimenter wurden Infanterie-Divisionen unterstellt. In der K.u.K. Armee wurden während des Krieges mindestens 36 dieser Regimenter aufgestellt, was einen rechnerischen Bedarf von 864 Geschützen bedeutete.
Das aufgeprotzte Geschütz wurde von sechs Pferden gezogen. Die Mannschaft von sechs Mann war auf das Geschütz und die Protze verteilt, wobei zwei Mann auf dem Geschütz saßen.
Im Gefecht konnte von einer gut trainierten Mannschaft bis zu 20 Schuss pro Minute abgegeben werden, wodurch ein Regiment auf bis zu 144 Schuss pro Minute kam.
Die Leistungen des Geschützes im Krieg wurden offensichtlich als zufriedenstellend erachtet und Škoda verkaufte eine modernisierte Version, die 10-cm-Feldhaubitze M. 14/19, nach dem Ende des Krieges an Griechenland, Ungarn, Polen, Jugoslawien und Italien.

## Varianten

### Obice da 100/17 modello 14

#### Erster Weltkrieg
Die königlich italienische Armee erbeutet in der Auseinandersetzung mit Österreich-Ungarn die ersten Geschütze dieses Typs. Unter der Bezeichnung Obice da 100/17 modello 14 wurden diese von der eigenen Artillerie genutzt. Am Ende des Ersten Weltkrieges erhielt die italienische Armee offiziell eine große Anzahl Geschütze als Kriegsbeute, so dass die 10 cm Haubitze M. 14 auf eine Anzahl von 1339 Stück kam. Nach dem Einsatz im Krieg war nicht jedes der erbeuteten Geschütze für eine weitere Verwendung brauchbar und mehrere Dutzend wurden aussortiert und verschrottet. Grundsätzlich handelte es sich jedoch um eine sehr willkommene Beute, da es in der königlichen Artillerie für die Truppen im Feld während des Krieges an einem guten Steilfeuergeschütz gemangelt hatte. So wurden die Geschütze in den 1920er Jahren in die Feldartillerie-Regimenter der königlichen Armee eingegliedert.

#### Vor dem Zweiten Weltkrieg
Als Italien in Äthiopien 1935 bis 1936 den ersten militärischen Konflikt nach dem Ersten Weltkrieg austrug, kamen die Geschütze wieder zum Einsatz. Vier Kampfgruppen gingen dort in den Einsatz: die Gruppen I und III an der eritreischen Front und die Gruppen II und IV an der somalischen Front. Für die Erfolge der italienischen Einheiten waren die Geschütze sehr wichtig, auch wenn das schwierige, bergige Gelände an der Nordfront und die Bewegung abseits jeglicher Straßen für die Artilleriekampfgruppen eine Herausforderung darstellte. Sie konnten nur schwer den eigenen vorrückenden Infanterieverbänden folgen. Nach einer Schlacht am Ascianghi-See stieß eine Infanterie-Abteilung mit einer angegliederten Batterie auf Addis Abeba vor. Im Süden war eine Artilleriekampfgruppe Anfang Mai 1936 an den Operationen zur Einnahme von Harar beteiligt.
Als im Sommer 1936 die rechtsgerichteten Putschisten in Spanien gegen die Republik putschten, kam es zum Spanischen Bürgerkrieg, bei dem das faschistische Italien die nationalistische Seite unterstützte. Wieder wurden vier Artilleriekampfgruppen entsandt, welche während des Konfliktes unterschiedlich organisiert und ausgerüstet waren. Die größte Beteiligung war Ende 1937 erreicht, als zwei Gruppen mit zwei Batterien zu je vier Geschützen den Divisionen Littorio und Fiamme Nere unterstellt waren. Weitere zwei Gruppen mit je drei Batterien zu je vier Geschützen bildeten die Raggruppamento piccoli calibri (Gruppe kleiner Kaliber), welche unmittelbar dem Kommando des Freiwilligen-Korps (Corpo Truppe Volontarie) unterstellt war. In vielen Fällen wird der Artillerie der Corpo Truppe Volotarie (CTV) ein wichtiger Anteil an den erfolgreichen Schlachten der Nationalspanischen Verbände zugeschrieben, was auch dadurch ersichtlich ist, dass häufig Unterstützung angefordert wurde, sobald die CTV nicht am Gefecht beteiligt war. Nach Ende des Krieges verblieben die Geschütze in Spanien.
Angesichts der Bedeutung, welche die 10-cm-Haubitze für die italienischen Streitkräfte nach dem Ersten Weltkrieg gewonnen hatte, war man um Verbesserungen bemüht. So wurde 1932 ein neuer Munitionstyp eingeführt, welcher die Reichweite um 500 m erhöhte, und Ende der 1930er Jahre wurde ein Teil der Geschütze für den Kraftzug umgerüstet. Die Lafetten erhielten eine Federung und eine Luftbereifung. Vor Beginn des Zweiten Weltkrieges waren letztlich 1524 Modell 14 imi Bestand der Regio Esercito (Königliche Armee), wovon jedoch nur 199 auf Kraftzug umgebaut waren. Letztlich entstand hierdurch eine modernisierte Version und nicht alle italienischen 100 mm waren damit baugleich.

#### Zweiter Weltkrieg
Der dem italienischen Oberkommando angehörende General Pariani führte vor Beginn des Krieges eine organisatorische Reform der Regio Esercito durch. Hierdurch erhielten 75 Divisionen je zwei Infanterie und ein Artillerie-Regiment. Je nach Spezialisierung der Division konnten Struktur und Bewaffnung voneinander abweichen. Doch 57 der Infanterie- und 3 der Miliz-Divisionen erhielten ein Artillerie-Regiment, bei dem zwei Abteilungen mit 75-mm-Geschützen und ein Haubitzen Regiment mit 100/17 zu drei Batterien mit vier Geschützen ausgerüstet waren. Zwei motorisierte Divisionen, die während des Krieges aufgestellt wurden, waren genauso ausgerüstet, doch waren die Geschütze zunehmend der gegnerischen Artillerie unterlegen.
Der Einsatz erfolgte an allen Kriegsschauplätzen, an denen italienische Truppen kämpften. Im italienischen Ostafrika wurden 14 Geschütze eingesetzt, an der griechischen Front, wo in fünf Abteilung anfänglich hauptsächlich 10 cm Gebirgsgeschütze Modell 1916 eingesetzt waren, standen im Frühjahr 1941 schließlich Batterien mit 248 Geschützen beider Typen. In der Sowjetunion kamen im Rahmen des CSIR zwei Abteilungen für den Kraftzug mit den Divisionen Torino und Pasubio an die Front. Eine weitere Abteilung des 120° Reggimento di artiglieria motorizzato (Artillerie-Regiment (mot)) traf im März 1942 an der Ostfront ein.
Für den Einsatz in Nordafrika wurden modernisierte Geschütze mit Gummibereifung und Stahlscheibenrädern geschickt. Auch montierte die Werkstatt 12° Autoreparto dort einige Geschütze auf den Ladeflächen von Lancia 3Ro-Lastkraftwagen, um mobile Artilleriebatterien zu schaffen. Im September 1941 wurde eine Batterie 10-cm-Haubitzen auf Lkw für den Einsatz in der Raggruppamento  Artiglieria Volante (Mobile Artillerie-Abteilung) vorbereitet, die dem Corpo d’Armata di Manovra (Ausbildungskorps) zugehörig war. Weitere zwei Batterien „Selbstfahrlafetten“ mit 100 mm Haubitzen wurden der im Mai 1942 aufgestellten Divisione Giovani Fascisti zugeteilt. Letzte Verbände kämpften sich im Frühjahr bis nach Tunesien durch.
Nachdem die italienische Regierung im September 1943 mit den Alliierten einen Waffenstillstand vereinbarte, beschlagnahmte die Wehrmacht einige Dutzend der 10-cm-Haubitzen. Die Obice da 100/17 modello 14 erhielt dabei die deutsche Beutebezeichnung 10 cm leichte Feldhaubitze 315 (i), wobei das „i“ für italienisch stand. Die Waffen wurden für die Verstärkung der deutschen Verteidigungslinien verwendet. Die im Norden gegründete Sozialistische Republik Italien wurde ebenfalls mit einigen Batterien für die Artillerieregimenter in den Divisionen der Nationalen Republikanischen Armee ausgestattet. Die Alpini-Division Monterosa hatte eine bespannte Abteilung mit 12 Geschützen. Diese Abteilung nahm noch im Dezember 1944 an der Offensive in der Garfagnana teil und kämpfte mit der 12. Batterie im Aosta-Tal bis zum 8. Mai 1945 gegen französische Truppen. Die Marineinfanterie der Division San Marco hatte ebenfalls zwei Abteilungen mit bespannten Geschützen und war bis zum Kriegsende in Ligurien stationiert.

#### Nachkriegszeit
Die neu gegründete Italienische Republik sah sich gezwungen, die Streitkräfte völlig neue zu organisieren. Anfänglich war dem, sicher auch vor dem Hintergrund starker kommunistischer Aktivitäten in Italien, durch die Alliierten nur ein geringer Spielraum gegeben, doch nach dem Beitritt zur NATO änderte sich die Situation. Tatsächlich sollten die bewährten 100/17 Haubitzen wieder zum Einsatz gelangen. Erstmals passierte dies Anfang 1950, als eine Batterie von vier Geschützen mit einem Militärkontingent im Rahmen der Mission AFIS nach Somalia entsendet wurde. Wieder wurden die Geschütze modernisiert und die neue Bezeichnung war nun Obice da 100/17 mod. 14 montagna mit einer klaren Darstellung der künftigen Aufgabe als Gebirgsgeschütz. Zusammen mit den 10 cm Gebirgshaubitzen M. 16 wurden die Geschütze für die Aufstellung von 5 Abteilungen herangezogen, die in die Artillerie-Regimenter der Alpini-Brigaden eingegliedert wurden. Ende der 1950er Jahre wurden diese in den Verbänden durch moderne Haubitzen 105/15 der Firma OTO Melara ersetzt.
Parallel zu der neuen Gebirgsversion wurde die 10 cm Haubitze 100/17 auch für den Einsatz bei der Feldartillerie modernisiert. Das neue Modell Obice da 100/17 Mod. 14/50 Campagne mit Luftbereifung und runder Bodenplatte war jedoch deutlich weniger beliebt als die neuen, amerikanischen Haubitzen 105/22, die durch das Mutual Defence Assistence Program von den USA an Italien verkauft worden waren. Diese sollten den NATO-Standard gewährleisten.
Ein letzter Modernisierungsanlauf wurde dann Ende der 1950er unternommen, als die inzwischen sehr alten K.u.K. Geschütze vom Arsenal Neapel eine letzte Nachrüstung, die zum Typ 105/22 Mod. 14/61 führten, erhielten. Diese waren mit je drei Batterien den Artillerieregimentern der Brigaden Friaul, Triest und Avellino und dem 14° Reggimento di artiglieria da campagna zugeteilt. Es dauert nur einige Jahre, bis diese endgültig aus dem aktiven Dienst genommen wurden, doch verblieben sie für den Fall einer Mobilisierung in Reserve. Erst mit der Auflösung des Warschauer Paktes wurden die Geschütze endgültig ausgesondert.

### 100 mm houfnice vz. 14
Die tschechoslowakische Armee entstand am Ende des Ersten Weltkrieges aus den Überresten der ehemaligen K.u.K.-Monarchie und erhielt zu einem großen Teil Ausrüstung aus deren Bestand. Mit dem Vorteil, die Škoda-Werke als ursprünglichen Hersteller des Geschützes im eigenen Land zu haben, konnten die Geschütze in der neu aufgestellten Armee weiter verwendet werden. Mit der Annexion weiter Teile des Staatsgebietes durch das Deutsche Reich fielen viele Geschütze in die Hände der Wehrmacht und wurden als 10cm Feldhaubitze 14 (t) Teil der deutschen Ausrüstung.

### 100 mm haubica polowa wz. 1914
Polen gehörte zu den Ländern, die nach dem Ende des Ersten Weltkrieges aus den Beständen der ehemaligen Mittelmächte ausgerüstet wurden. In diesem Zug wurde eine gewisse Anzahl an 10-cm-Haubitzen 14 Teil der polnischen Artillerie. Diese wurde durch Zukäufe der moderneren 10 cm Haubitze 14/19 ergänzt. Die Wehrmacht erbeutete 1939 eine größere Zahl der Geschütze und gliederte die funktionierenden Geschütze dem eigenen Bestand ein.

### 100 mm Obuzier de câmp mod. 14
Das Königreich Jugoslawien gehörte wie Polen zu den Staaten, die nach dem Ende des Ersten Weltkrieges geschaffen wurden. Auch hier wurde eine Ausrüstung mit den Beutewaffen des Ersten Weltkrieges vorgenommen und auch hier erbeutete die Wehrmacht 10-cm-Haubitzen 14.

### 10 cm leichte Feldhaubitze 14 (ö)
Österreich als einer der beiden Rumpfstaaten der alten K.u.K. Monarchie wurde durch eine Besetzung ohne Widerstand und Eingliederung Teil des Dritten Reiches. Die eigenen Streitkräfte, die noch immer mit der 10 cm leichten Feldhaubitze 14 ausgerüstet waren, wurden einschließlich ihrer Ausrüstung Teil der deutschen Wehrmacht.